# Polska na Mistrzostwach Świata Juniorów Młodszych w Lekkoatletyce 2009
Polska na Mistrzostwach Świata Juniorów Młodszych w Lekkoatletyce 2009 – reprezentacja Polski podczas zawodów w Bressanone zdobyła jeden medal – pierwszy od sześciu lat – który wywalczył Krzysztof Brzozowski w pchnięciu kulą.

## Wyniki reprezentantów Polski

### Mężczyźni
- bieg na 100 m
  - Paweł Krysiak – odpadł w ćwierćfinale (19. miejsce)
- bieg na 200 m
  - Adam Pawłowski – odpadł w półfinale (23. miejsce)
  - Tomasz Kluczyński – zajął 5. miejsce
- bieg na 400 m przez płotki
  - Ziemowit Dutkiewicz – zajął 8. miejsce
- sztafeta szwedzka
  - Paweł Krysiak, Tomasz Kluczyński, Filip Przemyski oraz Ziemowit Dutkiewicz – odpadli w eliminacjach (9. miejsce)
- bieg na 110 m przez płotki
  - Rafał Wiszniewski – odpadł w eliminacjach (32. miejsce)
- skok o tyczce
  - Maciej Brąszkiewicz – w finale nie zaliczył żadnej wysokości (jako jedyny z 12 finalistów)
- skok w dal
  - Tomasz Jaszczuk – zajął 4. miejsce
- pchnięcie kulą
  - Krzysztof Brzozowski –  zajął 2. miejsce
  - Paweł Regin – odpadł w eliminacjach (24. miejsce)
- rzut dyskiem
  - Wojciech Praczyk – zajął 11. miejsce
  - Damian Kamiński – zajął 12. miejsce
- rzut oszczepem
  - Marcin Krukowski – zajął 4. miejsce
  - Mateusz Poniatowski – zajął 10. miejsce

### Kobiety
- sztafeta szwedzka
  - Katarzyna Gwiazdoń, Klaudia Konopko, Małgorzata Linkiewicz oraz Justyna Święty – zajęły 6. miejsce
- skok o tyczce
  - Agnieszka Kolasa – zajęła 6. miejsce
  - Natalia Krupińska – zajęła 11. miejsce
- pchnięcie kulą
  - Martyna Losa – odpadła w eliminacjach (14. miejsce)
- rzut oszczepem
  - Marta Kąkol – zajęła 7. miejsce